# SIGONO
SIGONOはブライアン・リーとスコット・チェンが2013年に設立した台湾のインディーズゲームスタジオ。

## 解説
"人々に喜びをもたらす、ユニークで心のこもった体験"をモットーにし、独特のストーリーテリングが特徴。
代表作はOPUSシリーズ。

## 作品一覧
- OPUS-地球計画
- OPUS: 魂の架け橋
- OPUS 星歌の響き -Full Bloom Edition-
- OPUS: Prism Peak（開発中）